# Battaglia di Colenso
La battaglia di Colenso è uno scontro militare combattuto il 15 dicembre 1899 tra le truppe dell'Impero britannico e l'esercito degli stati boeri nell'ambito della Seconda guerra boera.

## Contesto
Nel 1899 l'Inghilterra vuole annettersi la Repubblica del Transvaal e lo stato libero d'Orange, ai quali ha concesso l'indipendenza nel 1857 e nel 1854. I due stati sudafricani, ricchi di giacimenti d'oro e di diamanti, sono abitati da popolazioni bantù e dai Boeri, coloni bianchi di origine olandese. Alla fine del 1899, i Boeri - che dispongono di miliziani a cavallo (i commando) per attacchi veloci e improvvisi - sono riusciti a respingere gli inglesi oltre i confini. Per riprendere la città di Ladysmith, il raggruppamento britannico del generale Redvers Buller, marcia verso le alture a nord di Colenso.

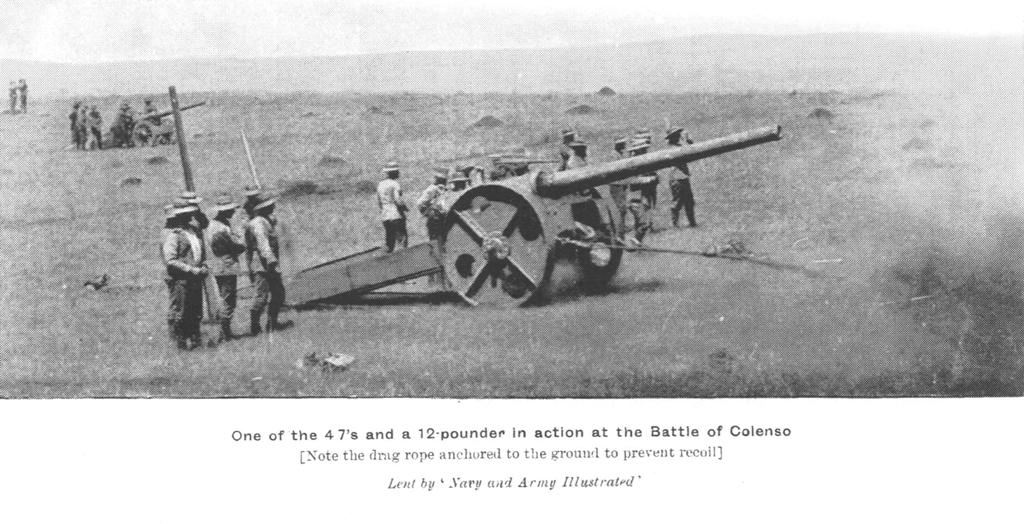
Uno dei pezzi usati nella battaglia di Colenso

## Battaglia
Il generale Buller avvisa sir George White, comandante della guarnigione di Ladysmith, che il suo attacco avverrà il 17 dicembre e gli chiede per quella data di appoggiarlo con una sortita dalla città. Inspiegabilmente, e senza informare White, Buller anticipa la sua azione di due giorni. L'attacco ha luogo il 15 dicembre con le brigate di fanteria al centro, truppe montate alle ali e 20 cannoni e molti pezzi di grande gittata, già sulle navi da guerra e adattati per l'impiego sul campo. 
Il generale Louis Botha coordina l'artiglieria e i fucilieri boeri nascosti lungo il fiume Tugela. 
Al generale Hart viene assegnato il compito di guadare il fiume. Hart, fidandosi di una guida indigena, non punta al guado riportato sulle carte, ma si propone di attraversare il corso d'acqua in un altro punto, passando proprio sotto il naso delle truppe boere. La Quinta brigata, composta di reggimenti irlandesi, avanza in formazione serrata ma si trova costretta in un'ansa del fiume, offrendosi come un bersaglio fin troppo facile per i Boeri, ottimi tiratori e dotati di fucili a ripetizione a cinque colpi, i Mauser Gewehr 1898. 
Duemila Mauser, una mitragliatrice Maxim e diversi cannoni rovesciano, nell'ora che dura l'attacco, un fiume di fuoco sugli irlandesi che, per cinque volte, inutilmente, cercano di superare il filo spinato piazzato dai Boeri. La Seconda brigata del generale Hildyard che punta al ponte della ferrovia viene massacrata. Neanche la Quarta brigata, comandata da Lyttleton e mandata in soccorso da Buller, conosce sorta migliore. Gli uomini di Lyttleton non possono far altro che arretrare disordinatamente insieme a quello che resta della Quinta brigata di Hart.
Il centro inglese si sbanda, i pezzi navali sprecano i colpi e i cannoni più vicini al fronte vengono distrutti. Buller ordina la ritirata, ma riesce a recuperare due dei cannoni abbandonati. Nonostante la sconfitta, la guerra anglo-boera si concluderà con la vittoria britannica e la riduzione del Transvaal e dello Stato Libero d'Orange allo Status di colonie.